# Драга Вуковић
Драга Вуковић (Београд, 1. фебруар 1928 — датум смрти непознат) је била костимограф, креаторка лутака, лутка-мајстор и сценограф. Целу пословну каријеру је провела радећи за Мало позориште „Душко Радовић" (22. септембар1969 — 01.јул 1993), Народно позориште „Тоша Јовановић" у Зрењанину и Позориште лутака „Пинокио" у Београду.

## Представе
| 1.  | Укроћена батина 1967, Београд, Мало позориште 'Душко Радовић'            |
| 2.  | Прича са мора 1968, Зрењанин, Народно позориште 'Toša Јовановић'         |
| 3.  | Месе а tengerről 1968, Зрењанин, Народно позориште 'Toša Јовановић'      |
| 4.  | Три Снешка Белића 1969, Зрењанин, Народно позориште 'Toša Јовановић'     |
| 5.  | Хáром хóембер 1969, Зрењанин, Народно позориште 'Toša Јовановић'         |
| 6.  | Палчица 1969, Београд, Мало позориште 'Душко Радовић'                    |
| 7.  | Поново на слово, на слово 1970, Београд, Мало позориште 'Душко Радовић'  |
| 8.  | Биберче 1970, Зрењанин, Народно позориште 'Toša Јовановић'               |
| 9.  | Pöttömke 1970, Зрењанин, Народно позориште 'Toša Јовановић'              |
| 10. | Фантазије 1971, Београд, Мало позориште 'Душко Радовић'                  |
| 11. | Drž'te лопова 1971, Београд, Мало позориште 'Душко Радовић'              |
| 12. | Лоптица скочица 1971, Београд, Мало позориште 'Душко Радовић'            |
| 13. | Пинокио 1972, Београд, Мало позориште 'Душко Радовић'                    |
| 14. | Разиграно срце 1972, Београд, Мало позориште 'Душко Радовић'             |
| 15. | Јуначка легенда 1973, Београд, Мало позориште 'Душко Радовић'            |
| 16. | Бабарога 1973, Београд, Мало позориште 'Душко Радовић'                   |
| 17. | Велики пчелар 1975, Београд, Мало позориште 'Душко Радовић'              |
| 18. | Весели воз 1975, Београд, Мало позориште 'Душко Радовић'                 |
| 19. | Мали јунак Петар 1976, Београд, Мало позориште 'Душко Радовић'           |
| 20. | Шест пингвинчића 1976, Зрењанин, Народно позориште 'Toša Јовановић'      |
| 21. | Зека Надувенко 1976, Београд, Мало позориште 'Душко Радовић'             |
| 22. | А хат киспингвин 1976, Зрењанин, Народно позориште 'Toša Јовановић'      |
| 23. | Црвенкапа и збуњени вук 1977, Београд, Мало позориште 'Душко Радовић'    |
| 24. | Бајка о рибару и рибици 1978, Београд, Мало позориште 'Душко Радовић'    |
| 25. | Несташни зечић 1978, Зрењанин, Народно позориште 'Toša Јовановић'        |
| 26. | А цсинталан nyuszi 1978, Зрењанин, Народно позориште 'Toša Јовановић'    |
| 27. | Бувља представа 1979, Београд, Мало позориште 'Душко Радовић'            |
| 28. | Смешно путовање 1979, Београд, Позориште Лутака 'Пинокио'                |
| 29. | Шкрти берберин 1979, Београд, Позориште Лутака 'Пинокио'                 |
| 30. | Браћа Грим 1980, Београд, Мало позориште 'Душко Радовић'                 |
| 31. | Бајка о Мајушку 1980, Београд, Позориште Лутака 'Пинокио'                |
| 32. | Минијатуре 1981, Београд, Позориште Лутака 'Пинокио'                     |
| 33. | Чавка неваљалка 1981, Београд, Мало позориште 'Душко Радовић'            |
| 34. | Снежна бајка 1981, Београд, Мало позориште 'Душко Радовић'               |
| 35. | Девојчица Јасмина 1982, Београд, Мало позориште 'Душко Радовић'          |
| 36. | Букваријада 1983, Београд, Мало позориште 'Душко Радовић'                |
| 37. | Весели уторак 1984, Београд, Мало позориште 'Душко Радовић'              |
| 38. | Музикант и принцеза 1984, Београд, Мало позориште 'Душко Радовић'        |
| 39. | Јарац живодерац 1985, Београд, Мало позориште 'Душко Радовић'            |
| 40. | Краљевић Марко 1985, Београд, Мало позориште 'Душко Радовић'             |
| 41. | Славко чупавко 1985, Београд, Мало позориште 'Душко Радовић'             |
| 42. | Куку Тодоре 1986, Београд, Мало позориште 'Душко Радовић'                |
| 43. | Напет шоу 1986, Београд, Мало позориште 'Душко Радовић'                  |
| 44. | Птице 1988, Београд, Мало позориште 'Душко Радовић'                      |
| 45. | Несташни лутак 1989, Београд, Мало позориште 'Душко Радовић'             |
| 46. | Забављају вас Пик и Фик 1989, Београд, Мало позориште 'Душко Радовић'    |
| 47. | Медвед с ружом 1990, Београд, Мало позориште 'Душко Радовић'             |
| 48. | Име: Сунцокрети и страшила 1990, Београд, Мало позориште 'Душко Радовић' |
| 49. | Неваљали Панч 1990, Београд, Позориште Лутака 'Пинокио'                  |
| 50. | Име: Рођендан 1991, Београд, Позориште Лутака 'Пинокио'                  |
| 51. | Кића у царству буба 1991, Београд, Мало позориште 'Душко Радовић'        |
| 52. | Зека Надувенко 1992, Београд, Позориште Лутака 'Пинокио'                 |
| 53. | Куку Тодоре 1992, Београд, Мало позориште 'Душко Радовић'                |

## Галерија
- Мало позориште "Душко Радовић", Београд; представа: "Зека Надувенко", 1976; сценографкиња и креаторка лутака: Драга Вуковић

- Мало позориште "Душко Радовић", Београд; представа: "Кића у царству буба"; креаторка лутака: Драга Вуковић